# 717
Раннє Середньовіччя. Триває чума Юстиніана. У Східній Римській імперії завершилося правління Феодосія III, розпочалося правління Лева III. Більшу частину території Італії займає Лангобардське королівство, деякі області належать Візантії. У Франкському королівстві формально править династія Меровінгів при фактичній владі в руках мажордомів. В Англії триває період гептархії. Авари та слов'яни утвердилися на Балканах. Центр Аварського каганату лежить у Паннонії. Існують слов'янські держави: Карантанія та Перше Болгарське царство.
Омеядський халіфат займає Аравійський півострів, Сирію, Палестину, Персію, Єгипет, Північну Африку та Піренейський півострів. У Китаї править династія Тан. Індія роздроблена. В Японії почався період Нара. Хазарський каганат підпорядкував собі кочові народи на великій степовій території між Азовським морем та Аралом. Відновився Тюркський каганат.
На території лісостепової України в VIII столітті виділяють пеньківську й корчацьку археологічні культури. У VIII столітті продовжилося швидке розселення слов'ян. У Північному Причорномор'ї співіснують різні кочові племена, зокрема булгари, хозари, алани, авари, тюрки, кримські готи.

## Події

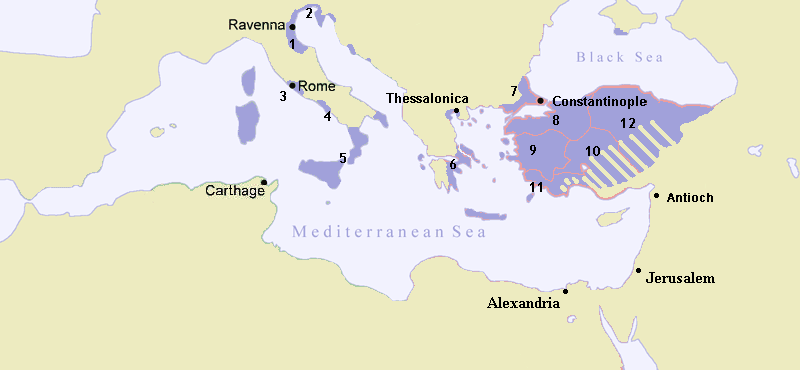
Візантія в 717 році.

- Візантійським василевсом став Лев III Ісавр.
- Помер халіф Омеядського халіфату Сулейман. Новим халіфом став Умар ібн Абдул-Азіз.
- Арабські війська на чолі з Масмалою ібн Абд аль-Азізом взяли в облогу Константинополь.
- Мажордом Австразії Карл Мартел завдав поразки мажордому Нейстріі Рагенфреду в битві при Венші й захопив скарбницю Піпіна Герістальського. Він посадив на трон Хлотара IV.
- Скинутий король Хільперік II визнав Едо Великого королем Аквітанії, щоб заручитися його підтримкою в боротьбі з Карлом Мартелом.